# Élections à l'Assemblée de Madrid de 2019
Les élections à l'Assemblée de Madrid de 2019 (en espagnol : elecciones a la Asamblea de Madrid de 2019) se tiennent le 26 mai 2019, afin d'élire les 132 députés de la XIe législature de l'Assemblée, pour un mandat de quatre ans.
Le parti socialiste arrive en tête des suffrages, mais échoue à réunir la majorité absolue avec ses alliés de gauche, le récemment créé Más Madrid et Podemos, qui manque de peu de passer sous la barre des 5 % nécessaire pour obtenir des sièges. Le Parti populaire et Ciudadanos forment par conséquent un gouvernement de coalition avec le soutien sans participation de Vox, et Isabel Díaz Ayuso devient présidente de la communauté madrilène.

## Contexte
Aux élections de 2015, le parti populaire perd la majorité absolue qu'il détenait depuis 1995, hormis une breve perte en mai 2003, mais se maintient au pouvoir en formant une coalition avec Ciudadamos.

### Enjeux
L'Assemblée de Madrid est la législature décentralisée et monocamérale de la communauté de Madrid, dotée d'un pouvoir législatif en matière régionale tel que défini par la Constitution espagnole et le statut d'autonomie de la communauté de Madrid, ainsi que de la capacité de voter la confiance en un président du gouvernement ou de la retirer. Conformément à l'article 69.5 de la Constitution, l'Assemblée a la faculté de désigner des sénateurs représentant la communauté autonome au Sénat.

### Dissolution de l'Assemblée
Le mandat de l'Assemblée de Madrid expire quatre ans après la date de son élection précédente, à moins qu'elle n'ait été dissoute plus tôt. Le président de la communauté de Madrid doit déclencher des élections vingt-cinq jours avant la date d'expiration des pouvoirs de l'Assemblée, le jour des élections ayant lieu le cinquante-quatrième jour suivant celui de la convocation et devant correspondre au quatrième dimanche du mois de mai.
Le président de la communauté de Madrid a néanmoins la possibilité de dissoudre l'Assemblée et de convoquer des élections à tout moment, à condition qu'aucune motion de censure ne soit en cours et que cette dissolution n'intervienne pas avant un an après la précédente, ni lorsqu'il ne reste qu'un an avant l'expiration naturelle de la législature ou qu'un processus électoral national est en cours. La dissolution est également impossible lors de la première session parlementaire ayant lieu après des élections. Si un processus d'investiture échoue à élire un président régional dans un délai de deux mois à compter du premier tour de scrutin, l'Assemblée est automatiquement dissoute et une nouvelle élection déclenchée.

## Mode de scrutin
Conformément à l'article 10 du statut d'autonomie de la communauté de Madrid, l'Assemblée est composée d'un député par tranche de 50 000 habitants ou fraction supérieure à 25 000 habitants selon les données de recensement disponibles les plus récentes. La loi électorale madrilène 11/1986 dispose que les députés (en espagnol : diputados) sont élus pour une législature de quatre ans au suffrage universel direct et suivant le scrutin proportionnel d'Hondt à listes fermées par l'ensemble des personnes résidant dans la communauté autonome où résidant momentanément à l'extérieur de celle-ci, si elles en font la demande.
Conformément à l'article 18 de la loi électorale, la circonscription électorale correspond à l'ensemble du territoire de la communauté autonome.
Comme dans toute l'Espagne, le vote blanc est reconnu et comptabilisé comme un vote valide. Il est par conséquent pris en compte pour déterminer si un parti a franchi ou non le seuil électoral. En revanche, conformément à l'article 96.5 de la LOREG, seuls les suffrages exprimés sont pris en compte pour la répartition des sièges à pourvoir.

### Conditions de candidature
La loi électorale prévoit que les partis, fédérations, coalitions et groupements électoraux sont autorisés à présenter des listes de candidats. Toutefois, les partis, fédérations ou coalitions qui n'ont pas obtenu de mandat aux Cortes lors de l'élection précédente sont tenus d'obtenir au moins la signature de 0,1 % des électeurs inscrits au registre électoral de la circonscription dans laquelle ils cherchent à se faire élire, alors que les regroupements d'électeurs sont tenus d'obtenir la signature d'au moins 0,5 % des électeurs. Il est interdit aux électeurs de signer pour plus d'une liste de candidats. En même temps, les partis et les fédérations qui ont l'intention d'entrer en coalition pour participer conjointement à une élection sont tenus d'informer la commission électorale compétente dans les dix jours suivant le déclenchement de l'élection. Les listes doivent comprendre des candidats des deux sexes dans une proportion non inférieure à 40 % l'un par rapport à l'autre.

### Répartition des sièges
Toute candidature qui n'a pas obtenu un minimum de 5 % des voix n'est pas admise à participer à la répartition des sièges. La répartition se déroule de la manière suivante :
- on ordonne les candidatures sur une colonne en allant de la plus votée vers la moins votée ;
- on divise le nombre de voix obtenues par chaque candidature par 1, 2, 3... jusqu'au nombre de sièges à pourvoir dans le but de former un tableau ;
- on attribue les sièges à pourvoir en tenant compte des plus grands quotients selon un ordre décroissant ;
- lorsque deux candidatures obtiennent un même quotient, le siège est attribué à celle qui a le plus grand nombre total de voix ; lorsque deux candidatures ont exactement le même nombre total de voix, l'égalité est résolue par tirage au sort et les suivantes de manière alternative.

Les sièges propres à chaque formation politique sont attribués aux candidats en suivant l'ordre de présentation sur la liste. En cas de décès, incapacité ou démission d'un député, le siège vacant revient au candidat ou, le cas échéant, au suppléant placé immédiatement derrière le dernier candidat élu de la liste.

## Campagne

### Principaux partis
| Parti | Parti | Chef de file      | Résultat en 2015           |
| ----- | --- | ----------------- | -------------------------- |
|       | Parti populaire de la communauté de Madrid Partido popular de la Comunidad de Madrid                                     | Isabel Díaz Ayuso | 33,1 % des voix 48 députés |
|       | Parti socialiste ouvrier espagnol de la communauté de Madrid Partido Socialista Obrero Español de la Comunidad de Madrid | Ángel Gabilondo   | 25,4 % des voix 37 députés |
|       | Unidas Podemos | Isabel Serra      | 18,6 % des voix 27 députés |
|       | Ciudadanos | Ignacio Aguado    | 12,1 % des voix 17 députés |
|       | Más Madrid | Íñigo Errejón     | Nouveau                    |
|       | Vox | Rocío Monasterio  | 1,2 % des voix 0 député    |

### Sondages
| Institut       | Date       | PP             | PSOE           | Cs             | Podemos        | IU        | Autres |
| -------------- | ---------- | -------------- | -------------- | -------------- | -------------- | --------- | ------ |
| Institut       | Date       |                |                |                |                |           |        |
| SyM Consulting | 13/03/2018 | 31,5 % (43-45) | 25,2 % (36)    | 18,0 % (25-26) | 15,8 % (22-23) | 4,1 % (0) | 5,4 %  |
| SocioMétrica   | 04/04/2018 | 23,5 % (33)    | 18,8 % (26)    | 28,6 % (40)    | 16,6 % (23)    | 5,1 % (7) | 7,4 %  |
| Ciudadanos     | 04/04/2018 | 22,3 % (31)    | 23,5 % (32)    | 26,5 % (36)    | 17,3 % (23)    | 5,5 % (7) | 4,9 %  |
| PSOE           | 12/04/2018 | 26,3 % (36)    | 27,5 % (37)    | 26,8 % (36)    | 14,5 % (20)    | 2,2 % (0) | 2,7 %  |
| Metroscropia   | 20/04/2018 | 24,3 % (34)    | 23,9 % (34)    | 25,7 % (36)    | 17,6 % (25)    | 4,7 % (0) | 3,8 %  |
| Invymark       | 23/04/2018 | 24,4 % (34)    | 24,5 % (34)    | 26,9 % (38)    | 16,5 % (23)    | 4,2 % (0) | 3,5 %  |
| Metroscropia   | 26/04/2018 | 17,7 % (25)    | 22,5 % (33)    | 32,9 % (48)    | 15,9 % (23)    | 4,2 % (0) | 6,8 %  |
| GAD3           | 30/04/2018 | 25,3 % (36)    | 25,5 % (36)    | 27,6 % (39)    | 12,9 % (18)    | 1,4 % (0) | 7,3 %  |
| SyM Consulting | 4/05/2018  | 23,4 % (33-34) | 25,7 % (36-37) | 26,1 % (37)    | 15,6 % (22)    | 4 % (0)   | -      |

## Résultats

### Participation
| Taux de participation | En 2015 | En 2019 | Différence |
| --------------------- | ------- | ------- | ---------- |
| à 13 heures           | 24,81 % | 26,18 % | 1,37       |
| à 19 heures           | 59,51 % | 58,13 % | 1,38       |
| à 20 heures           | 65,69 % | 68,08 % | 2,39       |

### Voix et sièges
|                        |                                                         |           |       |       |        |               |  |  |  |
| Partis                 | Partis                                                  | Voix      | %     | +/−   | Sièges | +/−           |  |  |  |
|                        | Parti socialiste de la communauté de Madrid (PSOE-M)    | 884 218   | 27,31 | 1,88  | 37     | en stagnation |  |  |  |
|                        | Parti populaire de la communauté de Madrid (PPCM)       | 719 852   | 22,23 | 10,85 | 30     | 18            |  |  |  |
|                        | Ciudadanos (Cs)                                         | 629 940   | 19,46 | 7,31  | 26     | 9             |  |  |  |
|                        | Más Madrid                                              | 475 672   | 14,69 | Nv.   | 20     | 20            |  |  |  |
|                        | Vox                                                     | 287 667   | 8,88  | 7,70  | 12     | 12            |  |  |  |
|                        | Podemos-IU                                              | 181 231   | 5,60  | 17,20 | 7      | 20            |  |  |  |
|                        | Parti animaliste contre la maltraitance animale (PACMA) | 24 446    | 0,76  | 0,26  | 0      | en stagnation |  |  |  |
|                        | Union, progrès et démocratie (UPyD)                     | 4 057     | 0,13  | 1,91  | 0      | en stagnation |  |  |  |
|                        | Pour un monde + juste (PUM+J)                           | 3 178     | 0,10  | Nv.   | 0      | en stagnation |  |  |  |
|                        | Autres                                                  | 12 578    | 0,39  | -     | 0      | -             |  |  |  |
|                        | Blanc                                                   | 15 020    | 0,46  | 0,64  |        |               |  |  |  |
|                        |                                                         |           |       |       |        |               |  |  |  |
| Votes valides          | Votes valides                                           | 3 237 859 | 99,58 |       |        |               |  |  |  |
| Votes nuls             | Votes nuls                                              | 13 527    | 0,42  |       |        |               |  |  |  |
| Total                  | Total                                                   | 3 251 386 | 100   | -     | 132    | 3             |  |  |  |
| Abstentions            | Abstentions                                             | 1 807 866 | 35,73 |       |        |               |  |  |  |
| Inscrits/participation | Inscrits/participation                                  | 5 059 252 | 64,27 |       |        |               |  |  |  |

### Conséquences
Le 6 aout, Ciudadanos et le Parti populaire scellent un accord de coalition avec le soutien - négocié directement pour le PP, indirectement pour Cs - de Vox, leur permettant de former un gouvernement avec une majorité absolue des députés régionaux.